# Atista
Atista (macedónul: Атишта) település Észak-Macedóniában, a Délnyugati körzet Kicsevói járásában, 2013-ig a Vranesticai járás része volt, ami teljes egészében beolvadt a Kicsevói járásba.

## Népesség
| Lakosok száma | 101  | 100  | 109  | 72   | 55   | 31   | 41   | 15   |
|               | 1948 | 1953 | 1961 | 1971 | 1981 | 1991 | 1994 | 2021 |

2002-ben 31 lakosa volt, akik mindannyian macedónok.